# 東方多棘海馬
東方多棘海馬為輻鰭魚綱棘背魚目海龍魚科的其中一種，分布於中西太平洋的澳洲昆士蘭海域，棲息深度16-25公尺，背鰭軟條17-18枚，腹環11個，尾環34個，體長可達10.4公分，棲息在大陸棚，屬肉食性，以小型甲殼類為食，卵胎生。